# You Rock My World
«You Rock My World» (en español: «Sacudes mi mundo») es una canción del cantante estadounidense Michael Jackson de su décimo y último álbum de estudio lanzado durante su vida, Invincible (2001). Fue lanzada como el sencillo principal del álbum el 22 de agosto de 2001 por Epic Records. Las letras hablan sobre estar enamorado e intentar ganar el afecto de una mujer. Producida por Jackson y Rodney “Darkchild” Jerkins y escrita por Jackson, Jerkins, Fred Jerkins III, LaShawn Daniels y Nora Payne, la canción es musicalmente una canción disco-pop con influencias de las canciones de Jackson de sus álbumes de estudio anteriores con Quincy Jones.
El sencillo fue promocionado con un premiado videoclip musical, al más puro estilo de Michael Jackson, que recuerda uno de sus mejores videos musicales correspondiente al sencillo "Smooth Criminal", por la coreografía de baile de gánster. En el video figura Marlon Brando.

## Video musical
El video de la canción "You Rock My World" fue estrenado en Europa, Asia y Sudáfrica el 21 de septiembre de 2001. Debido a los ataques ocurridos en Estados Unidos el 11 de septiembre de 2001, su estreno fue pospuesto hasta el 26 de septiembre de 2001.
Como muchos de los videos de Jackson, este tiene forma de cortometraje, basado en una historia escrita por Michael Jackson y Paul Hunter. La historia consiste en que Michael Jackson y Chris Tucker ven una mujer atractiva (interpretada por la actriz y coreógrafa Kishaya Dudley) y la siguen hasta un club nocturno lleno de gánsteres (llamado The Waterfront Hotel, en referencia a la famosa película donde Marlon Brando era protagonista, quien interpreta al dueño del club en este video). Obviamente, ellos no son bien recibidos allí, porque parece que la mujer ya tenía un hombre (interpretado por Michael Madsen). Sin embargo, Jackson está decidido a conocerla.
Jackson le canta "You Rock My World", mientras realiza sus complicados movimientos de baile. Él luego es retado a pelear por uno de los hombres presentes en el club, Billy Drago. Cuando Drago le exige que "le muestre lo que tiene", Jackson, respaldado por una línea de bailarines, muestra una secuencia de baile coreografiada por él mismo, Anthony "Tone" Talauega y Richmond Talauega. Después de la secuencia de baile Drago le dice a Jackson, "¿Es todo lo que tienes? ¡No eres nadie'!" esto provoca a Jackson quien le da un puñetazo a Drago, y la violencia genera que comience un incendio en el lugar. Cuando él evacua el sitio y finalmente se une con la hermosa mujer, los dos comparten un momento íntimo antes de huir en el vehículo de Tucker. El reparto también incluye un amigo de Jackson, Frank Tyson (quien aparece solo en una escena). 
El vídeo ganó un NAACP Image Award como Mejor vídeo musical en 2001. Hay versiones más cortas del video. También existe una versión más larga que incluye más diálogo entre Tucker y Jackson en el cual, de manera sutil, se incluyen distintos nombres de canciones del artista, tales como "Pretty Young Thing (P.Y.T)", "The Girl Is Mine" "Beat It" o "Dangerous". 
La versión extendida del video "You Rock My World" ha alcanzado las 200 millones de reproducciones en Youtube, siendo la decimotercera canción de Jackson que supera esta cifra.

## Recepción de la crítica
"You Rock My World" en general, recibió críticas mixtas de los críticos de música. Alabanza dirigida preferentemente a la composición de la canción, mientras que el descontento hacia la canción fue expresada por los críticos debido a que sentía que la pista no era el mejor material de Jackson. Stephen Thomas Erlewine de Allmusic, lista a "You Rock My World" como un punto culminante para el álbum Invincible. James Hunter, de la revista Rolling Stone elogió ritmos vocales de la canción como "finamente esculpido" y "exquisito", y señaló que la canción muestra similitudes con el material anterior de Jackson con Quincy Jones. You Rock My World fue nominado para un Premio Grammy por "Mejor Interpretación Vocal Pop Hombre" en los premios Grammy 44. Fue la primera nominación al Grammy de Jackson desde 1997 por su "Earth Song", y su primera nominación en esa categoría desde 1995.

## Actuaciones en directo
"You Rock My World" se realizó dos veces en vivo durante los conciertos realizados en el Michael Jackson: Especial 30 Aniversario, el 7 y 10 de septiembre de 2001. La canción iba a ser realizado en su gira This Is It,
pero fue cancelado en última instancia, debido a la repentina muerte de Jackson.

## Posicionamiento en listas
| Alemania          | German Singles Chart      | 6  |
| Australia         | Australian Singles Chart  | 4  |
| Austria           | Austrian Singles Chart    | 9  |
| Bélgica (Flandes) | Ultratip 50               | 4  |
| Bélgica (Valonia) | Ultratop 40               | 2  |
| Canadá            | Canadian Singles Chart    | 2  |
| Dinamarca         | Danish Singles Chart      | 2  |
| España            | Spanish Singles Chart     | 1  |
| Estados Unidos    | Billboard Hot 100         | 10 |
| Estados Unidos    | Hot R&B/Hip-Hop Songs     | 13 |
| Estados Unidos    | Rhytmic Top 40            | 17 |
| Estados Unidos    | Mainstream Top 40         | 16 |
| Estados Unidos    | Top 40 Tracks             | 13 |
| Finlandia         | Finland Singles Chart     | 2  |
| Francia           | French Singles Chart      | 1  |
| Irlanda           | Irish Singles Chart       | 4  |
| Italia            | Italy Singles Chart'      | 3  |
| Noruega           | Norway Singles Chart      | 2  |
| Nueva Zelanda     | New Zealand Singles Chart | 13 |
| Países Bajos      | Dutch Top 40              | 3  |
| Países Bajos      | Single Top 100            | 4  |
| Suecia            | Swedish Singles Chart     | 5  |
| Suiza             | Swiss Singles Chart       | 5  |

## Créditos
- Vocalista y coros: Michael Jackson
- Escrito y compuesto: Michael Jackson, Rodney Jerkins, Fred Jerkins III, LaShawn Daniels, Nora Payne
- Producido por Michael Jackson y Rodney Jerkins
- Todos los instrumentos musicales interpretados por Michael Jackson y Rodney Jerkins
- Grabación por Brad Gilderman, Rodney Jerkins, Jean-Marie Horvat, Dexter Simmons y Stuart Brawley
- Edición digital por Harvey Mason, Jr. and Stuart Brawley
- * Mezclado por Bruce Swedien y Rodney Jerkins